# Rallen
De rallen (Rallidae) vormen een familie van vogels uit de orde kraanvogelachtigen (Gruiformes). Deze familie van omnivore moeras- en watervogels telt ongeveer 150 soorten.
Op grond van moleculair genetisch onderzoek zijn de inzichten over de indeling in geslachten en soorten sinds 2012 sterk gewijzigd.

## Kenmerken
Rallen zijn kleine tot middelgrote (12 tot 63 cm) bodembewonende vogels. De meeste soorten hebben een verborgen levenswijze. Het zijn zeer beweeglijke vogels die met groot gemak door dichte vegetaties navigeren. Soorten die op afgelegen eilanden voorkomen, hebben vaak het vliegvermogen verloren en zijn daardoor kwetsbaar als de eilanden door mensen met hun huisdieren worden bevolkt. 
Bleshoenders zijn forser gebouwd dan rallen, maar hebben een kleine kop en lange tenen. Ze onderscheiden zich van de rallen door een afwijkende voorhoofdplaat (de bles).

## Verspreiding
Rallen komen voor op alle continenten, behalve Antarctica. Rallen zijn gebonden aan moerasgebieden of relatief vochtige gebieden met een dichte vegetatie in de buurt van water. Daarom ontbreken rallen in droge woestijngebieden, poolgebieden, en montane gebieden boven de sneeuwgrens

### Voorkomen in de Lage Landen
Het waterhoen (Gallinula chloropus) en de meerkoet (Fulica atra) zijn in Nederland en België zeer algemeen. De voorhoofdplaat is rood bij het waterhoen en wit bij de meerkoet.

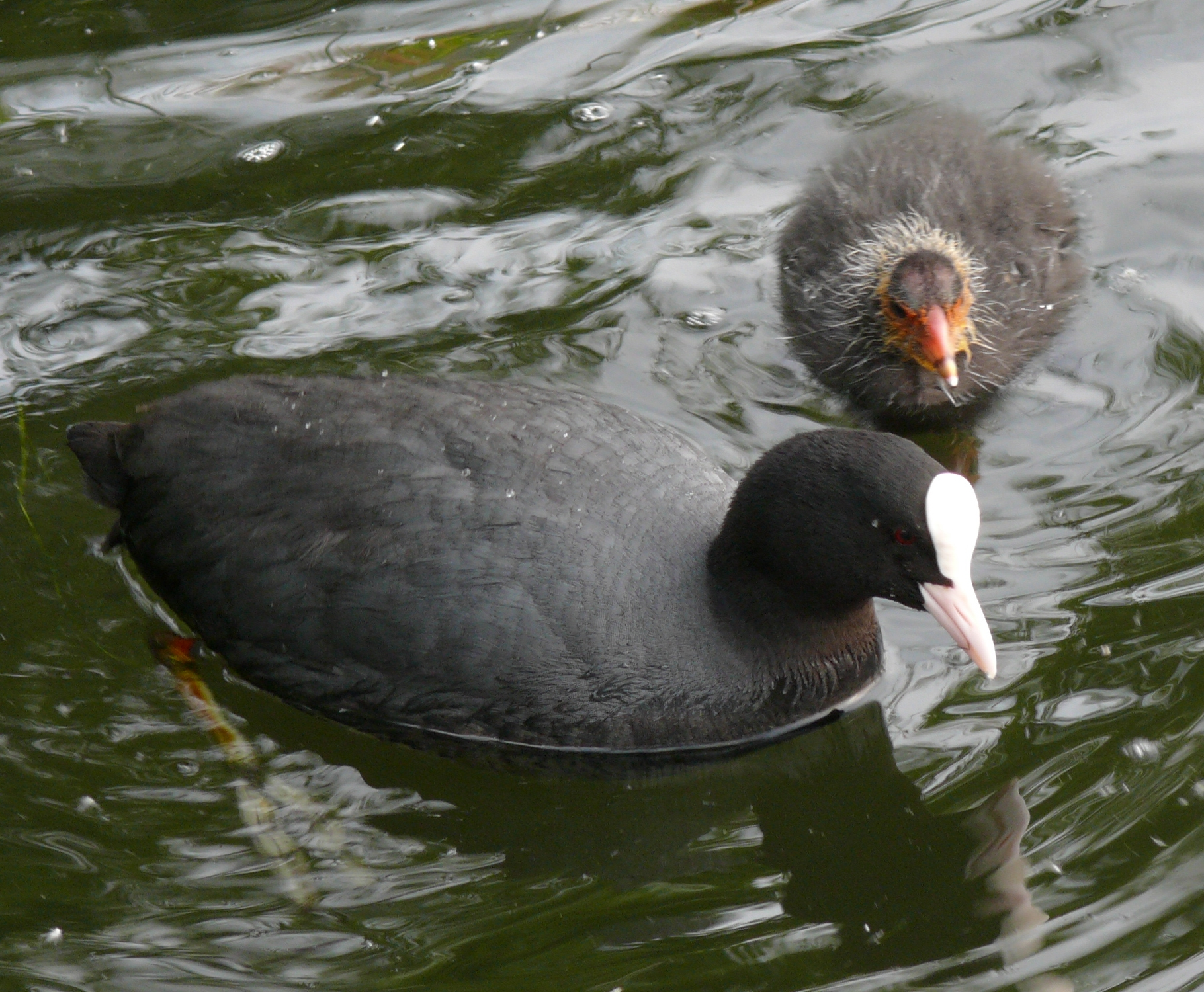
Meerkoet met jong
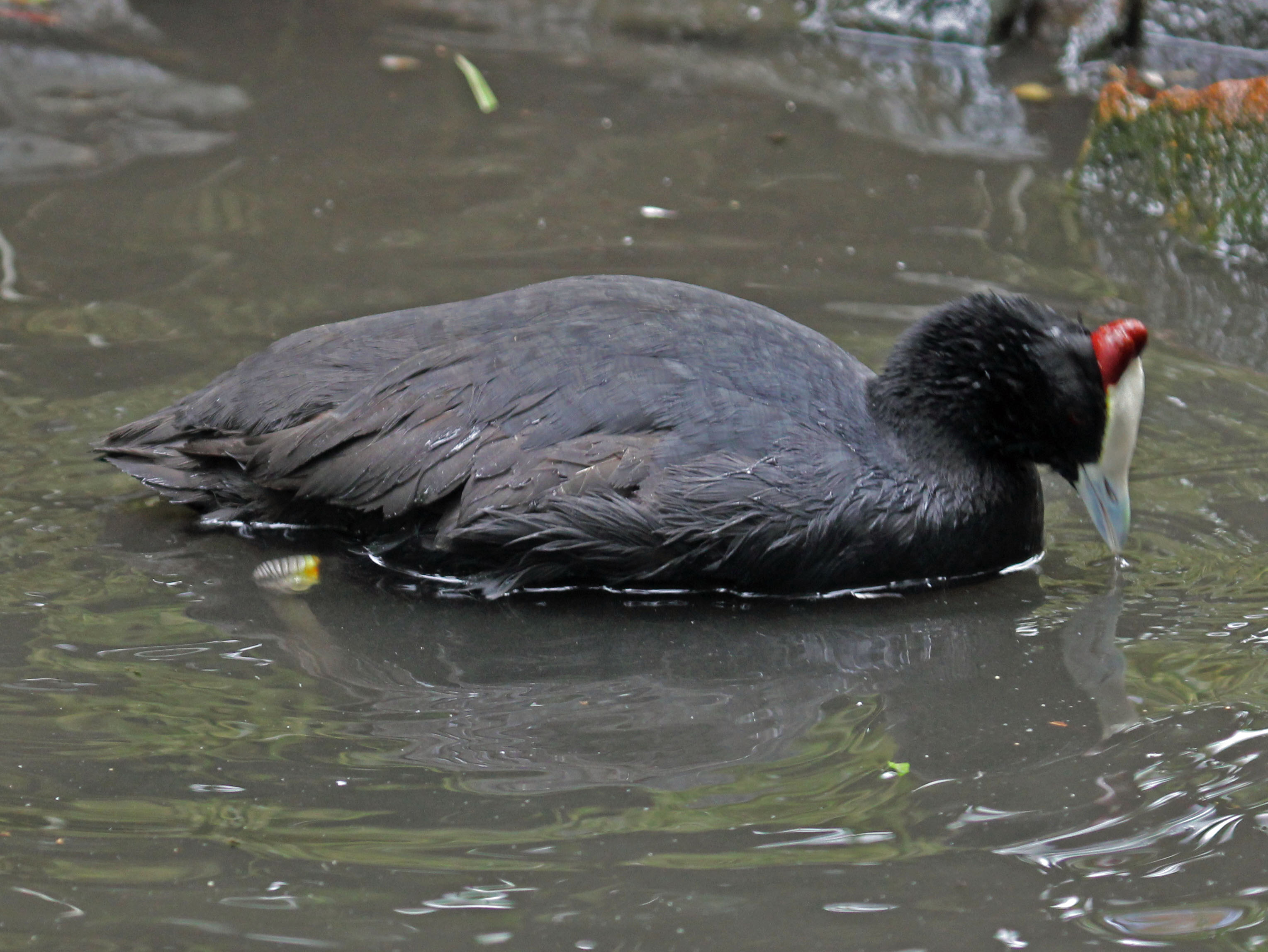
Knobbelmeerkoet
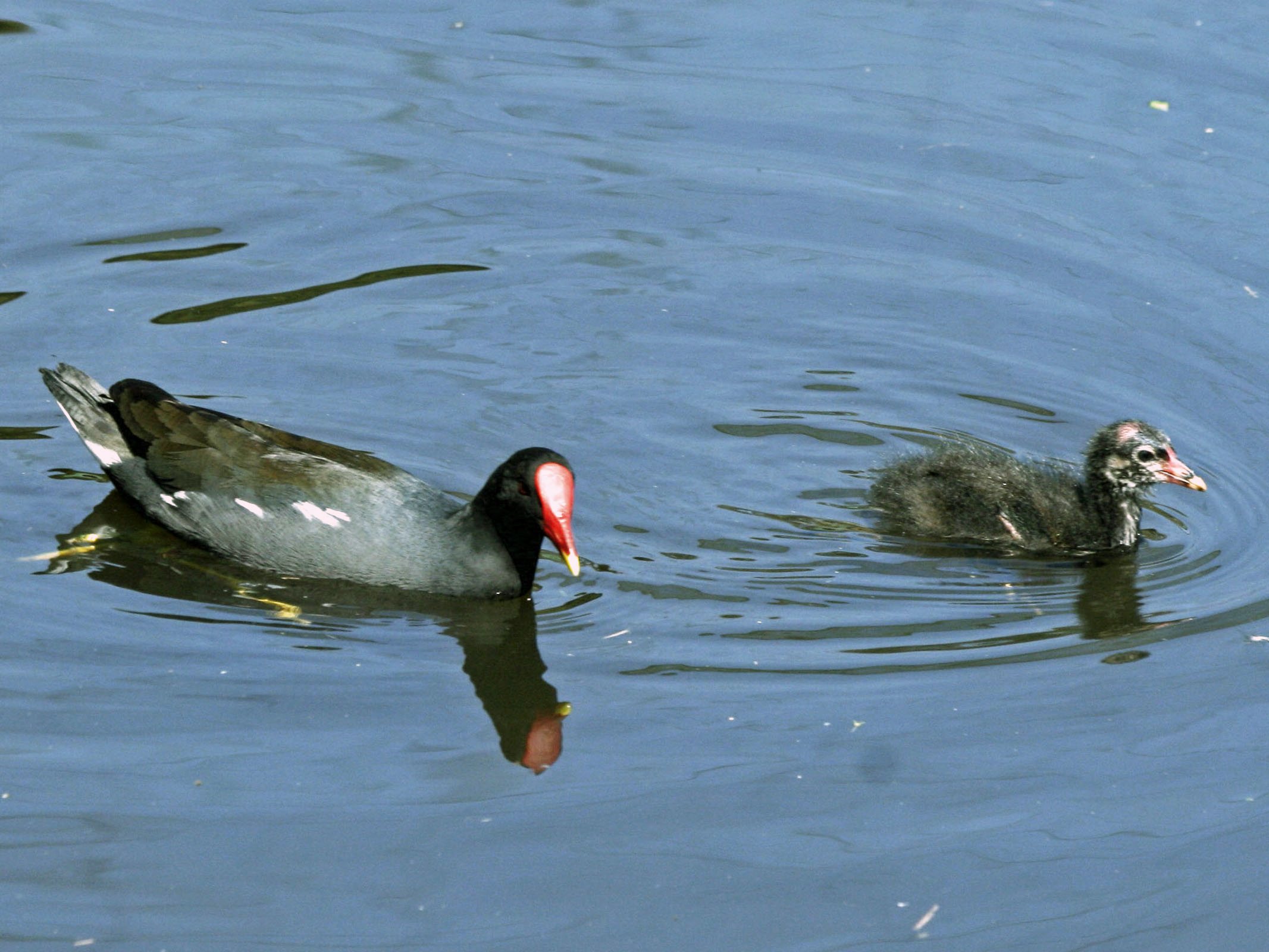
Waterhoen met jong
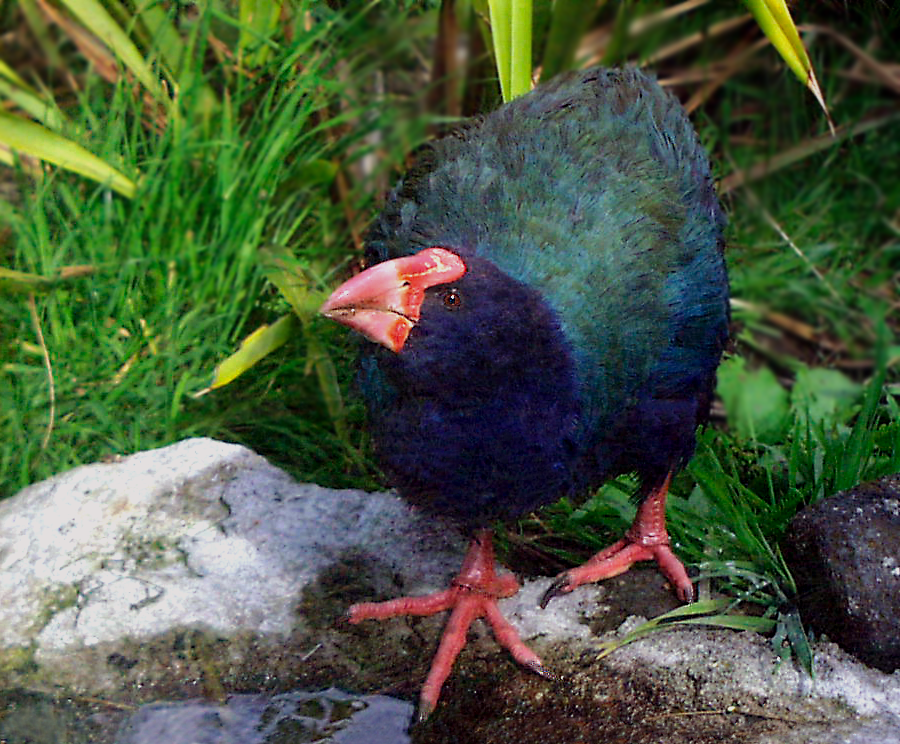
Takahē

## Taxonomie
De volgende geslachten zijn bij de familie ingedeeld:
- Aenigmatolimnas (1 soort: Afrikaans porseleinhoen)
- Amaurolimnas (1 soort: Effen bosral)
- Amaurornis (5 soorten waterhoentjes)
- Aptenorallus (1 soort: Calayanral)
- Aramides (8 soorten bosrallen)
- Aramidopsis (1 soort: Platens ral)
- Cabalus (2 soorten, waarvan 1 uitgestorven)
- Canirallus (1 soort: grijskeelral)
- Coturnicops (3 soorten rallen)
- Crecopsis (1 soort: Afrikaanse kwartelkoning)
- Crex (1 soort: kwartelkoning)
- Dryolimnas (2 soorten, waarvan 1 uitgestorven)
- Eulabeornis (1 soort: mangroveral)
- Fulica (11 soorten, waarvan 1 uitgestorven)
- Gallicrex (1 soort: waterhaan)
- Gallinula (7 soorten waterhoentjes, waarvan 3 uitgestorven)
- Gallirallus (1 soort: weka)
- Gymnocrex (3 soorten naaktoograllen)
- Habroptila (1 soort: halmahera-ral)
- Himantornis (1 soort: nkulengural
- Hypotaenidia (12 soorten rallen, waarvan 4 uitgestorven)
- Laterallus (13 soorten dwergrallen)
- Lewinia (4 soorten rallen)
- Megacrex (1 soort: kasuarisral)
- Micropygia (1 soort: Schomburgks ral)
- Mustelirallus (4 soorten)
- Paragallinula (1 soort: Afrikaans waterhoen)
- Pardirallus (3 soorten rallen)
- Poliolimnas (1 soort: wenkbrauwral)
- Porphyrio (12 soorten purperkoeten, waarvan 2 uitgestorven)
- Porphyriops (1 soort: zwartkopwaterhoen)
- Porzana (3 soorten, waaronder het porseleinhoen)
- Rallina (4 soorten rallen)
- Rallus (14 soorten waaronder de waterral)
- Rougetius (1 soort: Rougets ral)
- Rufirallus (2 soorten rallen)
- Tribonyx (2 soorten waterhoentjes)
- Zapornia (15 soorten waarvan 5 uitgestorven)

### Uitgestorven
- † Aphanapteryx (1 soort: rode ral)
- † Aphanocrex (1 soort: Sint-Helenaral)
- † Diaphorapteryx (1 soort: Hawkins' ral)
- † Erythromachus (1 soort: rodriguesral)
- † Mundia (1 soort: ascensionral)

## Noot
Soms wordt gesproken over een waterkip. In de volksmond haalt men de meerkoet en het waterhoen door elkaar. Er wordt in sommige delen van Nederland (met name het noorden) gesproken over een waterkip. Deze benaming kan ook duiden op een klein waterhoen (Porzana parva) of waterral (Rallus aquaticus).
Kraanvogels · Koerlans · Trompetvogels · Rallen, porseleinhoentjes, waterhoentjes en koeten · Fuutkoeten · Sarothruridae